# گمینا شرم
گمینا شرم (به لهستانی:  Gmina Śrem) یک گمینا در لهستان است که در شهرستان شرم واقع شده‌است. گمینا شرم ۲۰۵٫۸۳ کیلومتر مربع مساحت و ۳۹٬۸۴۱ نفر جمعیت دارد.